# FK Radnički 1923 Kragujevac
FK Radnički 1923 je nogometni klub iz Kragujevca. 
Osnovan je 1923. godine pod imenom Mladi radnik.
Klupska boja 1932. bila je crvena, a klupska adresa pivnica Moskva.

## Poznati igrači
- Ivica Kralj
- Srboljub Krivokuća
- Predrag Spasić

## Vanjske poveznice
- Službene stranice (srpski)